# Bystřice nad Úhlavou (zámek)
Bystřice nad Úhlavou je tvrz nebo malý hrad přestavěný na zámek ve stejnojmenné vesnici na severním okraji Nýrska v okrese Klatovy. Stojí na místě tvrze připomínané poprvé roku 1444, ale dochovaná podoba pochází z řady přestaveb, z nichž poslední proběhla v polovině devatenáctého století, kdy patřil rodině Hohenzollernů. Zámek je chráněn jako kulturní památka.

## Historie
Ve vesnici stávala tvrz nejspíše od čtrnáctého století, kdy byli jejími majiteli Sezema z Dolan (1339), Bušek z Bystřice (1358), Boček z Velhartic (1369) a Racek z Prostiboře (1374 a 1379). Bystřice tehdy byla centrem panství, ke kterému patřila vesnice Pláně a městečko Nýrsko. Později došlo k rozdělení statku na poloviny, které roku 1394 patřily Borníkovi ze Štítar a Maršíkovi z Hrádku.
První písemná zmínka o tvrzi pochází z roku 1444, kdy polovinu panství koupil za 388 kop pražských grošů Oldřich z Janovic od Habarta Lopaty z Hrádku. Druhou část získal až v roce 1446 od stejnojmenného syna Borníka ze Štítar. Oldřich se však musel o část po Habartovi soudit, protože prodej jeho části nebyl zapsán do desk zemských. Janovští z Janovic ve druhé patnáctého století tvrz rozšířili o okrouhlou věž, východní a jižní křídlo. Panství po něm zdědil syn Oldřich mladší, jehož syn Heřman celý statek prodal bratrům Přibíkovi a Petrovi Kocům z Dobrše. V kupní smlouvě je Bystřice označována jako hrad.
Za Jindřicha a Přibíka Koců z Dobrše v roce 1513 propustil král Vladislav Jagellonský Bystřici z manství, ale jiné zdroje uvádí, že tak učinil až král Ferdinand I. v roce 1554. Kocům z Dobrše panství patřilo až do roku 1720. V polovině šestnáctého století přestavěli tvrz na renesanční zámek, který se roku 1598 stal místem, odkud vyjela výprava Kryštofa Haranta z Polžic a Bezdružic a Heřmana Černína z Chudenic do Svaté země.
Posledním z Koců z Dobrše v Bystřici byl Diviš Liborius, syn Václava Vojtěcha Koce z Dobrše. Údajně nechal přistavět západní křídlo zámku, ale zároveň se za svého života velmi zadlužil, a když okolo roku 1717 zemřel, bylo panství nabídnuto k prodeji. Novým majitelem se roku stal Karel Richard ze Schmidlinu, který panství výrazně rozšířil. Dlužné částky však nesplácel, a proto v roce 1730 proběhla soudní dražba, ve které Bystřici koupil Karel Jáchym Breda. Roku 1755 statek koupil Karel Josef Palm-Gundelfingen, po němž ho zdědil Karel Josef Palm. Poslední významnou rodinou, které Bystřice patřila v období 1839–1945 byli Hohenzollernové, kteří nechali v letech 1848–1852 zámek upravit v novogotickém slohu. Po druhé světové válce byl v zámku zřízen Ústav sociální péče pro děti a mládež. V důsledku dlouhodobé absence údržby je budova zámku i dalších objektů v havarijním stavu, zanedbaný je též zámecký park.
Od roku 2020 je zámek postupně opravován, nyní slouží jako hotel a místo pro konání svateb.

## Galerie

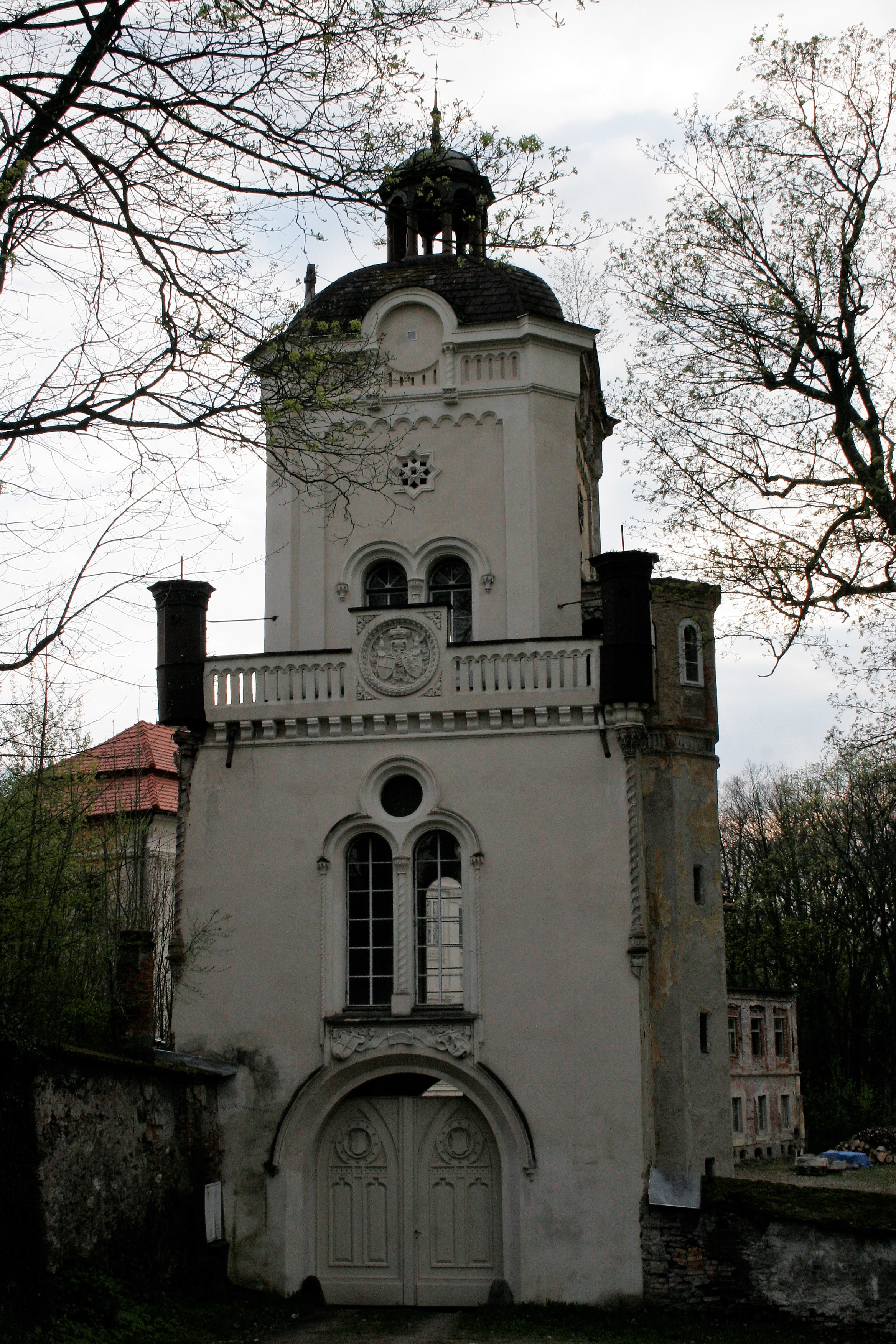
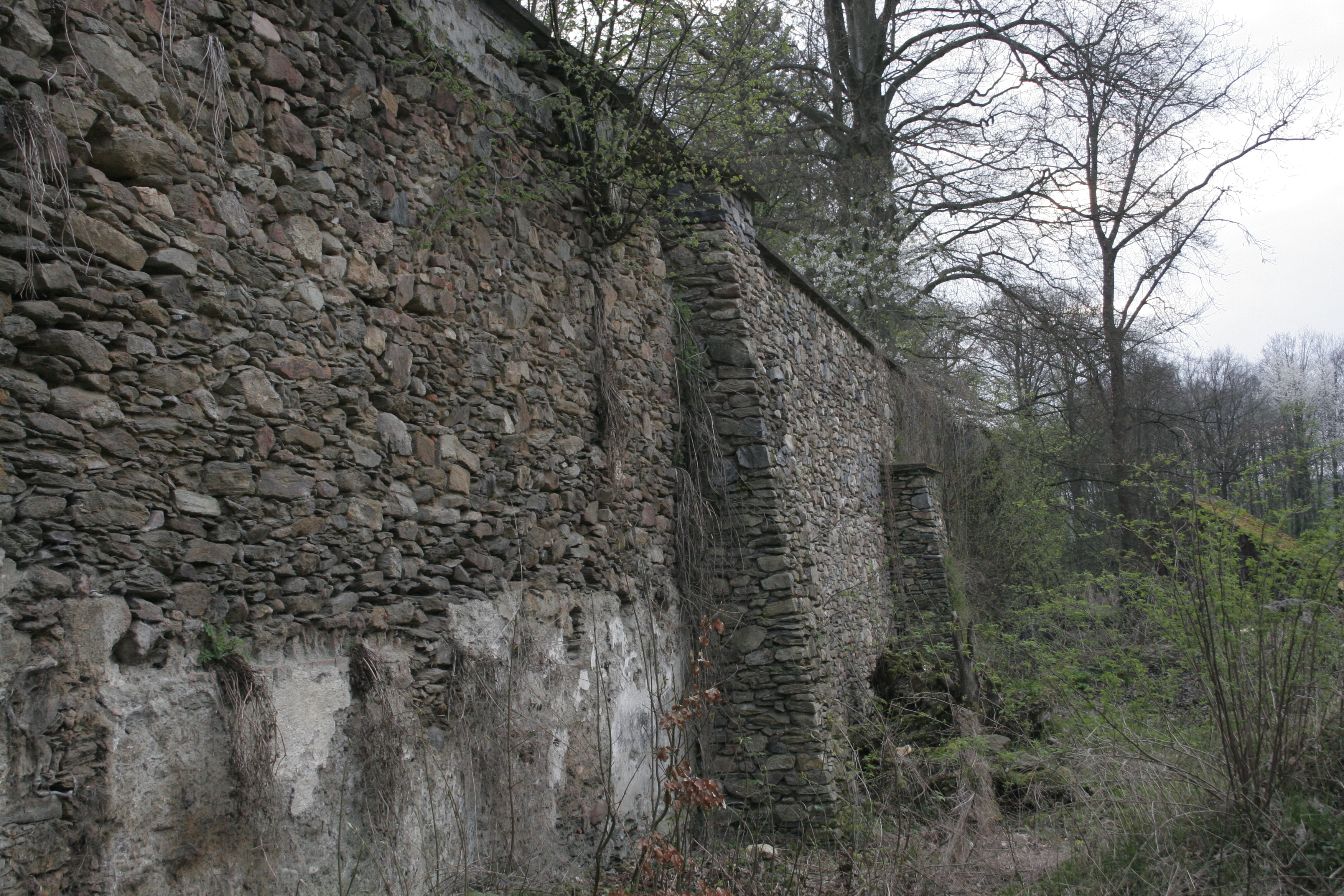
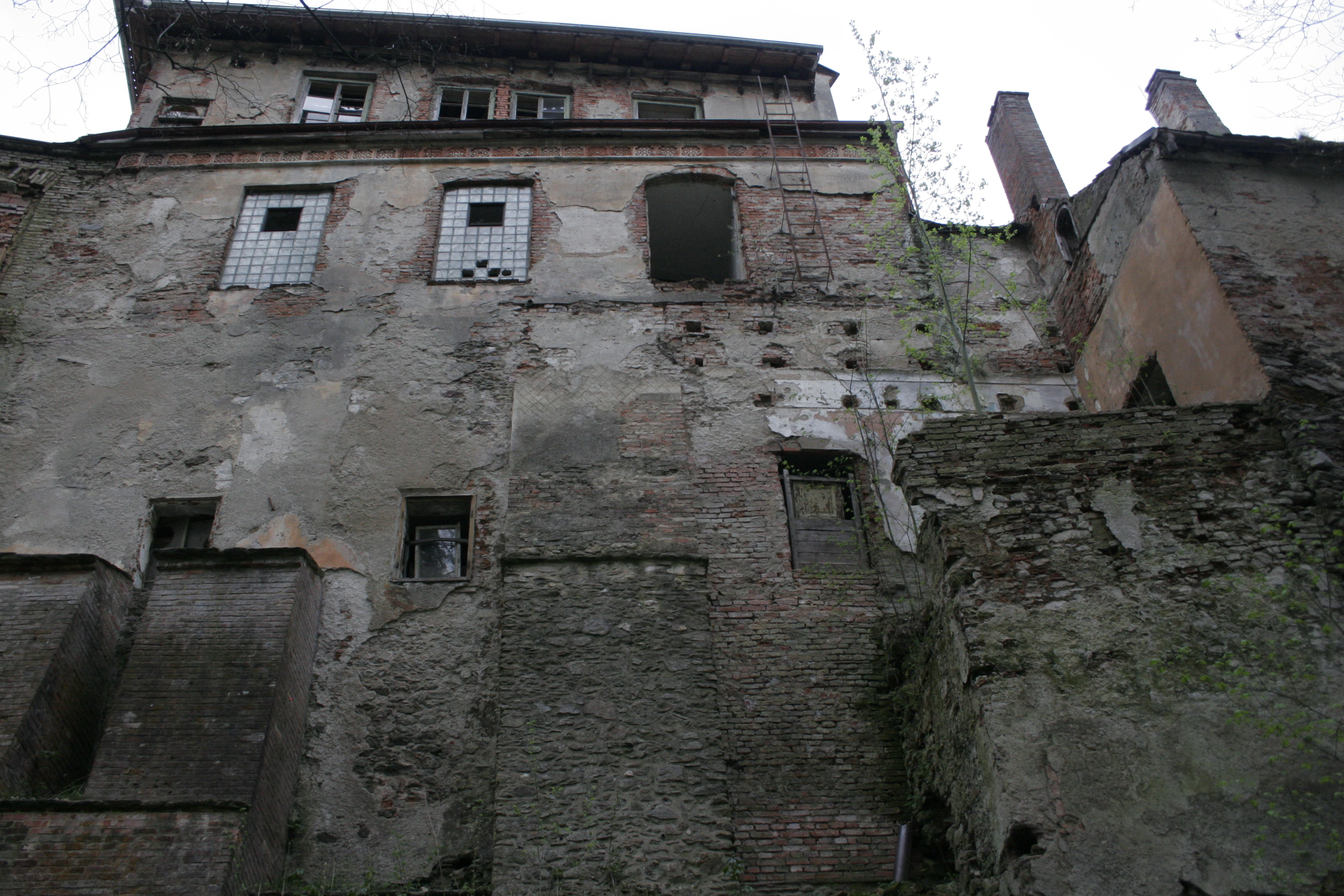
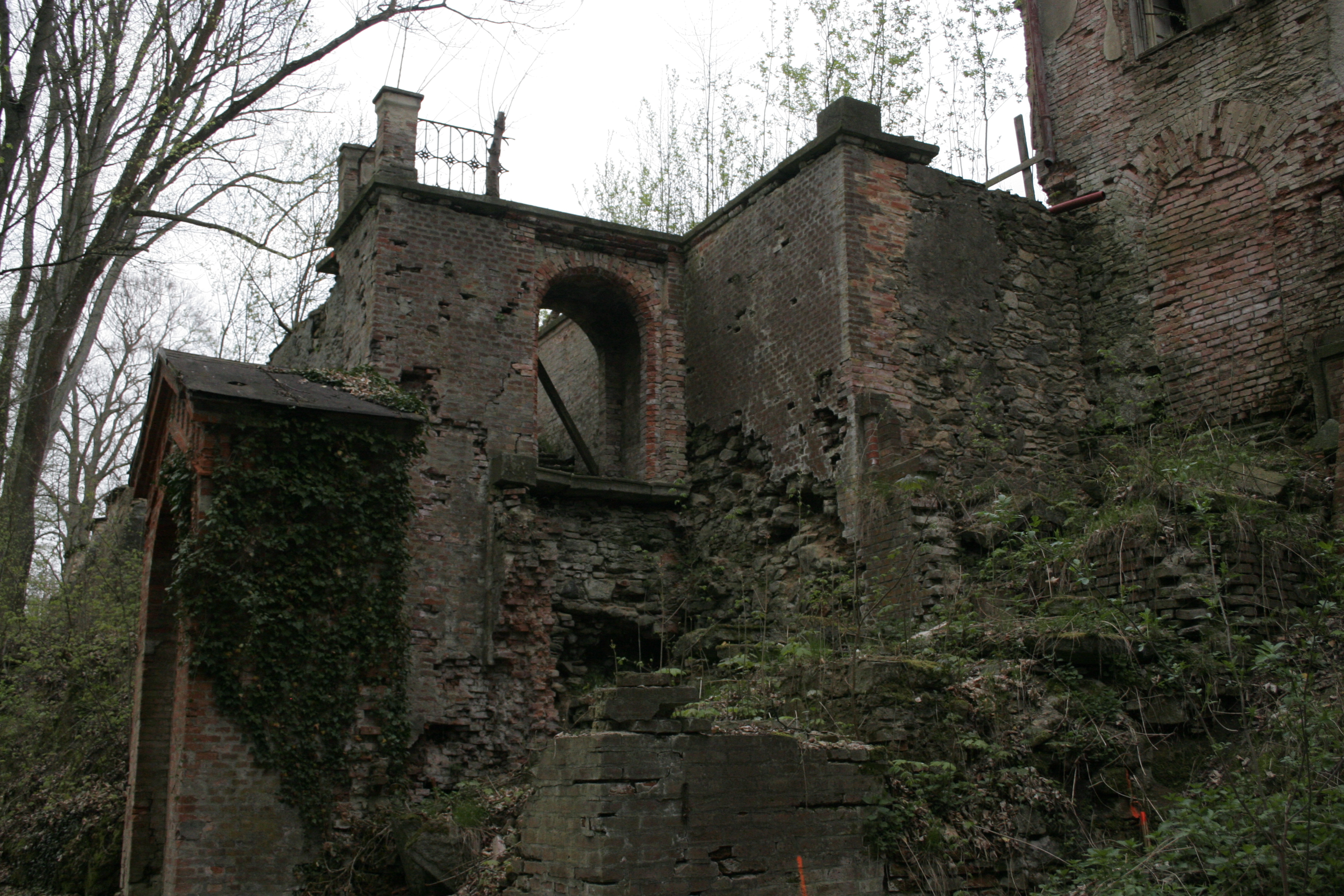
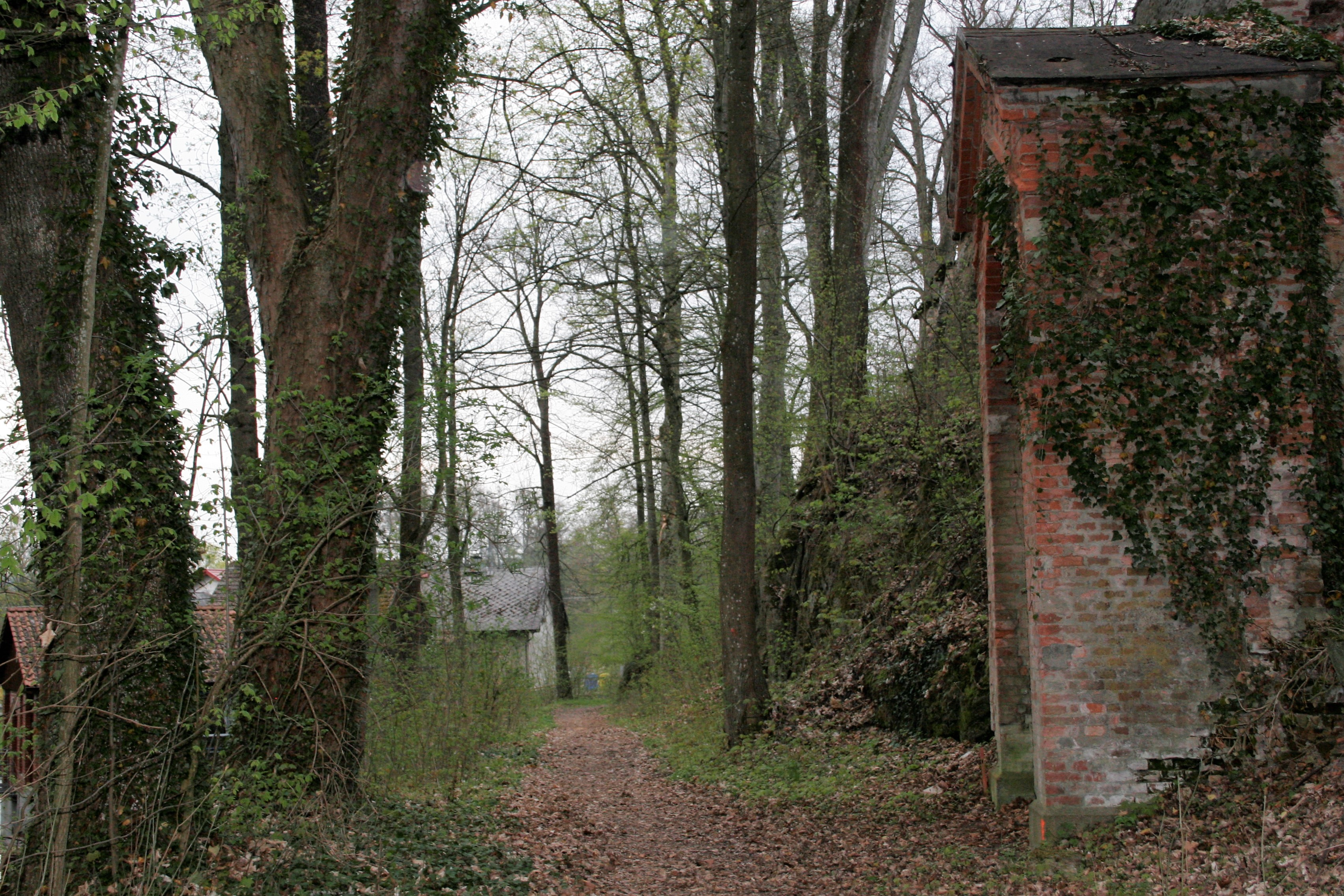

## Stavební podoba
Gotická tvrz patří mezi objekty na pomezí mezi tvrzemi a hrady. Tradičně bývá řazena mezi tvrze, ale její stavební podoba umožňuje také zařazení mezi hrady podobně jako u Hradenína, Tuchorazi nebo Buzic.
Staveništěm rozsáhlé tvrze se stal skalní útvar nad řekou Úhlavou. Předpokládá se, že nejstarší stavbou byla budova s lichoběžníkovým půdorysem, která se dochovala ve zdivu severozápadního nároží zámku. Na ni snad navazovala v mírném oblouku vedená západní hradba. V pozdní gotice nebo při renesanční přestavbě přibyla okrouhlá věž se zástavbou podél severní, západní a jižní strany.
Novogotická přestavba se dotkla zejména severního průčelí. Do zámeckého areálu vede věžová brána s půlkulatou střechou z roku 1853. Za ní se nachází vlastní zámek, jehož jednopatrové a dvoupatrové budovy s členitým půdorysem obklopují ústřední nádvoří. V jejich interiéru se dochovaly renesanční a barokní valené klenby s lunetami.